# 両国ピーターパン2016〜世界でいちばん熱い夏〜
『両国ピーターパン2016〜世界でいちばん熱い夏〜』（りょうごくピーターパン2016〜せかいでいちばんあついなつ〜）は、日本のプロレス団体DDTプロレスリングによって両国国技館で行われた興行である。

## 概要
当初テリー・ファンクが出場予定だったが、腹壁ヘルニアの診断を受けてドクターストップがかかったため欠場となった。

## 全試合
| ダークマッチ キング・オブ・ダーク選手権6人タッグマッチ「6時半の男、1時半の親子として登場」60分一本勝負                                                                   |                                                    |                                                                   |
| ●力 （第17代王者） 百田光雄 島谷常寛 | 7分5秒 逆さ押さえ込み                              | 松永智充○ 星誕期 レッカ （挑戦者）                                |
| 第17代王者が2度目の防衛に成功 |                                                    |                                                                   |
| アンダーマッチ 東京女子プロレス提供試合 20分一本勝負 |                                                    |                                                                   |
| ○山下実優 坂崎ユカ ミウラアカネ | 8分56秒 アティテュード・アジャストメント→体固め    | 中島翔子 ハイパーミサヲ● 優宇                                     |
| オープニングマッチ DNA FIGHTS～BATTLE OF LAST SUMMER～ 30分一本勝負 |                                                    |                                                                   |
| ○樋口和貞 下村大樹 | 6分56秒 轟天→体固め                                | 岩崎孝樹● 渡瀬瑞基                                                |
| 第1.5試合 アイアンマンヘビーメタル級選手権試合 |                                                    |                                                                   |
| ●大鷲透 | 14時23分 寝ている大鷲の上に乗っかって→体固め       | 焼き鳥◯                                                           |
| 焼き鳥が第1163代王者に |                                                    |                                                                   |
| 第二試合 アイアンマンヘビーメタル級選手権時間差入場バトルロイヤル 時間無制限勝負                                                                                         |                                                    |                                                                   |
| 出場選手(入場順) 焼き鳥、平田一喜、チェリー、ジョーイ・ライアン、ワンチューロ、才木玲佳、石井慧介、赤井沙希、伊橋剛太、マッド・ポーリー、大鷲透、KENSO、葛西純、ヨシヒコ |                                                    |                                                                   |
| ●焼き鳥 | 4分3秒 完食                                        | チェリー◯                                                         |
| チェリーが第1164代王者に |                                                    |                                                                   |
| ●チェリー | 6分13秒 踏みつけ式逆エビ固め                       | 石井◯                                                             |
| 石井が第1165代王者に |                                                    |                                                                   |
| ●才木 | 7分50秒 OTR                                        | 伊橋◯                                                             |
| ●ジョーイ・ライアン | 9分29秒 OTR                                        | マッド・ポーリー◯                                                 |
| ●伊橋 | 9分57秒 リバース・スプラッシュ→体固め              | マッド・ポーリー◯                                                 |
| ●KENSO | 14分6秒 OTR                                        | ヨシヒコ◯                                                         |
| ●石井 | 9分57秒 逆落とし→スリーパーホールド                | ヨシヒコ◯                                                         |
| ヨシヒコが第1166代王者に |                                                    |                                                                   |
| ●ワンチューロ | 16分27秒 OTR                                       | 平田◯                                                             |
| ●赤井 | 16分29秒 OTR                                       | 葛西◯                                                             |
| ●マッド・ポーリー | 16分32秒 OTR                                       | 平田◯                                                             |
| ●葛西 | 17分10秒 輪廻転生→エビ固め                         | ヨシヒコ◯                                                         |
| 第1166代王者が初防衛に成功 |                                                    |                                                                   |
| ●ヨシヒコ●平田 | 17分32秒 ラ・マヒストラル                          | 大鷲◯                                                             |
| ヨシヒコが2度目の防衛に失敗、大鷲が第1167代王者に |                                                    |                                                                   |
| 第2.5試合 アイアンマンヘビーメタル級選手権試合 |                                                    |                                                                   |
| ●大鷲 | 14時44分 横入り式エビ固め                          | ジョーイ・ライアン◯                                               |
| ジョーイ・ライアンが第1168代王者に |                                                    |                                                                   |
| 第三試合 KUDO復帰戦～YELLOW DRAGON COMES BACK!!～ 30分一本勝負 |                                                    |                                                                   |
| ◯KUDO 高梨将弘 | 10分51秒 ダイビング・ダブルニードロップ→片エビ固め | 彰人 ヤス・ウラノ●                                                |
| 第四試合 NωAのDDTフェス2016参加への道～ササダンゴに学ぶ芸能界を生き抜く術 30分一本勝負                                                                                   |                                                    |                                                                   |
| 大石真翔 勝俣瞬馬 ◯MAO スーパー・ササダンゴ・マシン ＜NωA統括マネジャー＞                                                                                                | 10分20秒 キャノンボール450°→片エビ固め             | アントーニオ本多● トランザム★ヒロシ レディビアード ゴージャス松野 |
| 第五試合 世界ジュニアヘビー級選手権試合 60分一本勝負 |                                                    |                                                                   |
| ●佐藤光留 （第40代王者） | 17分7秒 ジントニック→エビ固め                      | 高尾蒼馬○ （挑戦者）                                              |
| 第40代王者が2度目の防衛に失敗、高尾が第41代王者となる |                                                    |                                                                   |
| 第六試合 DDT EXTREME級選手権試合～渡瀬・コントラ・渡瀬マッチ 60分一本勝負                                                                                                |                                                    |                                                                   |
| ●LiLiCo （第36代王者） | 10分7秒 男色ドライバー→漢固め                      | 男色ディーノ○ （挑戦者）                                          |
| 第36代王者が2度目の防衛に失敗、ディーノが第37代王者となる |                                                    |                                                                   |
| 敗者は渡瀬と今後一切会ってはならない。渡瀬は試合へ自由に介入できる特別ルール                                                                                             |                                                    |                                                                   |
| 第6.5試合 アイアンマンヘビーメタル級選手権試合 |                                                    |                                                                   |
| ●ジョーイ・ライアン | 16時56分 焼き鳥をノドに詰まらせて→ギブアップ勝ち   | 焼き鳥◯                                                           |
| 焼き鳥が第1169代王者に |                                                    |                                                                   |
| 第七試合 スペシャル6人タッグマッチ 30分一本勝負 |                                                    |                                                                   |
| ◯高木三四郎 越中詩郎 NOSAWA論外 | 11分23秒 シットダウンひまわりボム→エビ固め         | ザ・グレート・カブキ 坂口征夫 梅田公太●                           |
| 第八試合 スペシャルタッグマッチ 30分一本勝負 |                                                    |                                                                   |
| 佐々木大輔 ○遠藤哲哉 | 21分53秒 スカイツイスター・プレス→片エビ固め       | ディック東郷 マイク・ベイリー●                                    |
| セミファイナル ウチコミ！presents KO-Dタッグ選手権試合 60分一本勝負 |                                                    |                                                                   |
| ●大家健 KAI （第55代王者組） | 13分37秒 蒼魔刀→体固め                             | HARASHIMA○ 宮本裕向 （挑戦者組）                                  |
| 第55代王者組が初防衛に失敗、スマイルヤンキーが第56代王者に |                                                    |                                                                   |
| メインイベント グッドコムアセットpresents KO-D無差別級選手権試合 60分一本勝負                                                                                            |                                                    |                                                                   |
| ●竹下幸之介 （第58代王者） | 20分5秒 ジャイアントスラム→片エビ固め              | 石川修司○ （挑戦者）                                              |
| 第58代王者が4度目の防衛に失敗、石川が第59代王者に |                                                    |                                                                   |
| 勝者には賞金200万円が贈呈 |                                                    |                                                                   |
| 第10.5試合 アイアンマンヘビーメタル級選手権試合 |                                                    |                                                                   |
| ●焼き鳥 | 19時2分 完食                                       | 山里亮太◯                                                         |
| 山里が第1170代王者に |                                                    |                                                                   |